# Alginato de calcio
El Alginato de calcio (Número E: E404) es una de las sales del ácido algínico proveniente de algunas variedades de algas. Se suele emplear en la industria alimentaria como un espesante y emulsionante, así como en los laboratorios de biología para fijar cepas de bacterias en soportes. 

## Propiedades
El alginato, en forma de sal sódica (alginato sódico), potásica (alginato potásico) o magnésica (alginato magnésico), es soluble en soluciones acuosas a pH por encima de 3,5. Suele ser soluble en disoluciones acuosas así como en solventes orgánicos miscibles con ella, como puede ser el alcohol, pero es insoluble en leche, por la presencia de calcio. La viscosidad de las soluciones de alginato depende de la concentración, elevándose mucho a partir del 2%, así como de la temperatura, disminuyendo al aumentar esta. Las soluciones de alginato tienen un comportamiento no newtoniano, con una viscosidad que disminuye mucho al aumentar la velocidad del movimiento. En ausencia de calcio, el alginato se pliega formando cada uno de los bloques constituyendo hélices mantenidas por puentes de hidrógeno.

## Usos
Se emplea como espesante en la industria alimentaria. Se suele emplear en la alta cocina mediante la formación de esferilas de gel (esferificación) haciendo caer gotas de disolución de alginato en una disolución diluida de cloruro de calcio. Así puede obtenerse "caviar de...", según el líquido en el que se disuelva el carragenano, con el interior líquido si se sacan con rapidez o sólido si se dejan en contacto con el cloruro de calcio. Se emplea de la misma forma en la industria del procesado de las olivas, para incluir un gel con sabor a ciertos alimentos en su interior, de esta forma se elaboran las aceitunas rellenas de anchoas, pimiento, etc. Otro de los usos frecuentes en la industria cárnica es la de aglutinar cortes de bajo coste en un único producto, de esta forma se elaboran los productos cárnicos reestructurados.
Fuera de sus usos en la industria alimentaria se han ensayado usos en la medicina, en el tratamiento de heridas exudativas.
El alginato sódico en combinación con iones de plata es usado en heridas de tipo exudativo, estas heridas tienen la característica de secretar un exudado, como pus, sangre, plasma o agua. El uso de alginato cálcico más carboximetilcelulosa se ha utilizado para crear apósitos, usados en cirugía y apreciados en esta por su gran capacidad de retención y absorción de líquidos.
En los laboratorios de biología se emplea como "fijador" de cepas de bacterias. 